# Simon Chase
Simon Chase ist ein britischer Sounddesigner. 

## Leben
Simon Chase begann seine Karriere  als Tongestalter 2000. Seine erste Arbeit als Assistent war am Film Gefangen in der Hölle (2001). Er wirkte an mehr als 60 Produktionen mit. 
Einen Golden Reel Award gewann er 2014 für Captain Phillips und 2023 für The Banshees of Inisherin.
Bei der Oscarverleihung 2022 wurde er zusammen mit Denise Yarde, Niv Adiri und James Mather für einen Oscar in der Kategorie Bester Ton für den Film Belfast nominiert.